# Rechtsgeschichte Italiens
Die Rechtsgeschichte Italiens ist, abgesehen vom antiken römischen Recht, etwa ab dem Jahr 1000 n. Chr. nachvollziehbar.

## Mittelalter

### Rechtsschule von Bologna
Rechtshistorisch gilt die Wiederentdeckung der Digesten, konkret der Handschrift der Littera Florentina, im 12. Jahrhundert als ein bedeutsames Ereignis für die italienische Rechtswissenschaft. Bei dem Fund handelte sich nämlich um eines der Bücher des spätantiken Corpus iuris civilis, wie die iustinianische Kodifikation seit der frühen Neuzeit genannt wurde. Als wissenschaftliche Zentren dieser Zeit stiegen Pavia und Bologna auf. In Pavia lehrte man zwar schon seit 1050 das langobardische Recht anhand des Liber Papiensis. Parallel dazu entstand etwas später in Bologna eine Rechtsschule, in der Irnerius von Bologna als erster – beginnend mit den Digesten – das iustinianische Gesamtwerk im scholastischen Stil systematisch zu erforschen begann. Anhand der Institutionen und des Codex wurde unter Magister Pepo beruflich schließlich sogar auf die Beamtenlaufbahn vorbereitet.
Die Verbreitung der als glossatorische Lehrmethode bekannten Arbeiten des wirkmächtigen Irnerius durch die quatuor doctores (Bulgarus, Martinus, Jacobus und Hugo), führte ab den 1230er Jahren dazu, dass Bologna zum Zentrum der europäischen Rechtswissenschaft wurde. Zeitweise studierten bis zu 1000 Ausländer in Bologna und verbreiten die Lehre in ganz Europa. Als studia generalia verliehen die bolognesische Rechtsschule und die für die Disziplin der Medizin sich hervortuende Universität Salerno akademische Grade, die allgemeine Anerkennung im In- und Ausland fanden. Dafür ausschlaggebend war auch, dass die Lehrmeister innerhalb Europas zwischen den Lehranstalten „wanderten“, was zu einem steigenden Interesse ihrer Arbeit in Laienkreisen führte.
Die dritte Generation der Glossatoren waren Johannes Bassianus, Azo und Accursius. Sie fassten die bisherigen Randkommentierungen des Werks, die sogenannten Glossen, zur Glossa ordinaria zusammen. Die wissenschaftliche Aufmerksamkeit wandte sich zwischen 1150 und 1250 auch dem mittelalterlichen Lehnsrecht zu, wobei im Ergebnis die libri feudorum entstanden. Besonders erforscht wurden sie in Neapel von Carolus de Tocco und Matthaeus de Afflictis.
Die vornehmlich wissenschaftlich orientierte Tätigkeit der Glossatoren, die noch weit entfernt war von der Methodik des empirisch-kritischen Ansatzes der späteren Wissenschaft, wird auch im Bereich des Rechts begrifflich von der Renaissance des 12. Jahrhunderts erfasst. Dabei unterlag der Rechtsbetrieb durchaus noch den autoritätsgebundenen und in der Theologie sich manifestierenden scholastischen Zügen, mit den Vorzügen jedoch, dass die Suche nach Regeln und Wahrheiten zur Aufstellung eines Systems führte.
Auf Accursius und die Glossatoren folgten in Bologna die Kommentatoren. Ihre Erläuterungen des Corpus iuris erfolgten nicht mehr in Glossen an den Rändern des Originaltextes, sondern in Form fortlaufender Texte. Die wichtigsten Kommentatoren sind Cino da Pistoia, Bartolus de Saxoferrato und Baldus de Ubaldis. Die Kommentatoren verfassten auch zahlreiche publizierte Rechtsgutachten, sogenannte Consilia, weshalb sich in der Literatur auch ihre Bezeichnung als Konsiliatoren findet.
Der Rechtsunterricht der Bologneser Schule verbreitete sich zunächst in Italien (Modena 1175, Padua 1222, Neapel 1224) und bald in ganz Europa (Salamanca 1239, Paris 1200, Oxford 1170, Prag 1348, Wien 1365, Heidelberg 1386, Köln 1388 und Erfurt 1392). Die Verbreitung des mos italicus gilt als erste Phase der römischen Rechtsrezeption.

### Stadtrecht und Kollisionsrecht
Neben dem römischen Recht existierten zahlreiche Stadtrechte (Statuten) und ungeschriebene Rechtsregeln (consuetudines). Diese waren auf den Geschäftsverkehr der oberitalienischen Städte zugeschnitten und deshalb praktikabler als das statische römische Recht. Römisches Recht galt als ius commune daher nur subsidiär. Das früheste Statut entstand bereits in Genua im 10. Jahrhundert, 1160 folgten in Pisa das Constitutum usus, 1216 in Mailand die Consuetudines, 1242 die Gesetze des Dogen Tiepolo und 1546 das neapolitanische Stadtrecht. Stadtrecht wurde grundsätzlich eng ausgelegt, sodass dem römischen Recht eine wichtige Rolle zukommen konnte. Ein wichtiger Beitrag der Kommentatoren in der Geschichte des Internationalen Privatrechts war die Entwicklung des Kollisionsrechts für die Statuten. Die enge wirtschaftliche Verflechtung der oberitalienischen Städte brauchte eine Lösung bei der Kollision verschiedener Stadtrechte. Die Kommentatoren teilten deshalb die Stadtrechte in verschiedene Klassen ein, die jeweils für ein bestimmtes Sachgebiet Anwendung fanden: die statuta personalia für das Personenrecht, die statuta personalia für unbewegliche Sachen und die statuta mixta für Vertrag und Delikt.

## Humanismus

### Usus modernus
In der Zeit des Humanismus schwand der wissenschaftliche Einfluss Italiens und der Schwerpunkt der humanistischen Jurisprudenz verlagerte sich nach Bourges in Frankreich, wo sich der sogenannte mos gallicus etablierte. In Italien verlagerte sich das juristische Schrifttum in die Auseinandersetzung mit der Praxis: In großen Monographien wurden die Gerichtsentscheidungen der Obergerichte (decisiones) und Gutachten (consilia) gesammelt, besprochen und systematisiert. Unter dem Einfluss von Giovanni Battista De Luca (Il dottor volgare, 1673) setzte sich nicht nur in Italien die Nationalsprache als Sprache der Rechtswissenschaft gegenüber dem Lateinischen durch.
Während im übrigen Europa im 17. und 18. Jahrhundert Aufklärung und Naturrecht an die Stelle des Humanismus traten und die neuen Zentren der Naturrechtsbewegung hauptsächlich in den Niederlanden und Deutschland (mit seinem speziellen Stil des usus modernus) lagen, blieb die italienische Rechtswissenschaft auf die Rezeption und Kritik dieser Theorien beschränkt. Insbesondere die Gegenreformation verhinderte, dass die Theorien von Grotius, Pufendorf, Thomasius und Wolff in Italien Fuß fassen konnten. In dieser Zeit konnte sich Italien jedoch auf dem Gebiet des Handelsrechts behaupten. Als Begründer des modernen Handelsrechts gelten Benvenuto Stracca (Tractatus de mercatura et de mercatore, 1553) und Sigismondo Scaccia. Weitere wichtige Beiträge stammen von Raffaele della Torre im Wechselrecht und Giuseppe Lorenzo Maria Casaregi im Seehandelsrecht. Die Strafrechtswissenschaft begann sich zu emanzipieren und erfuhr europaweit Impulse durch Julius Clarus, Tiberio Deciani und Prospero Farinacci (Praxis et theorica criminalis). Demgegenüber fristete das Öffentliche Recht insgesamt noch ein Schattendasein; jedoch legten Niccolò Machiavelli (Il Principe) und Giovanni Botero (Della ragione di stato) die Fundamente der modernen Staatstheorie.

### Nationales Recht und Kodifikationsbewegung
Ab der Zeit des Humanismus nahm die Gesetzgebung in ganz Europa einen zunehmend größeren Raum ein. Beispiele hierfür sind in Italien die Nouve Costitzioni del Dominio di Mailand (1541) unter Karl V. oder die Nouvi Ordini (1561) im Piemont. Die Rechtswissenschaft setzte sich auch mit diesen territorial begrenzten Normen auseinander und setzten somit den Beginn der Nationalisierung der Rechtswissenschaft in Gang. Schon vor den französischen Kodifikationen gab es Bestrebungen, die wachsende Anzahl territorialen Rechts zusammenzufassen, wie der Codice Estense (1771) und das venezianische Strafrecht von 1751 zeigen. Ab der Einführung der Cinque Codes in Frankreich, wurden diese bald auch in zahlreichen italienischen Staaten erlassen. Der Code civil 1804 im Piemont, 1805 in Parma, 1806 im Königreich Italien, 1808 in der Toskana und 1809 in Rom und Neapel. Der Code pénal trat 1810 im Königreich Italien und in Neapel in Kraft. In allen Staaten galten der Code de Procédure Civil und den Code de commerce. Die Geltung dieser Gesetze war allerdings von kurzer Dauer. Schon bald nach dem Ende der Herrschaft Napoleons wurden sie durch eigene Gesetze und Kodifikationen ersetzt, bei denen jedoch das französische Vorbild klar erkennbar blieb.

## Königreich Italien
Bis zum Inkrafttreten des Codice civile 1866 blieben die regionalen Zivilgesetzbücher in Geltung. Der Codice civile war laizistisch-liberalen Charakters, wie die Einführung der obligatorischen Zivilehe zeigt. Wie der maßgeblich von Giuseppe Pisanelli erarbeitete Codice civile standen auch andere Reformen dieser Zeit unter französischem Einfluss: Ein (1882 schon wieder abgelöstes) Handelsgesetzbuch, ein Codice di procedura civile, eine Strafprozessordnung und ein Gerichtsverfassungsgesetz. Etwas später trat 1889 ein Strafgesetzbuch nach Vorarbeiten von Enrico Pessina. Die Rechtswissenschaft des 19. Jahrhunderts war in Italien wenig innovativ und stand in der ersten Hälfte unter französischem Einfluss, in der zweiten Hälfte unter dem Einfluss der deutschen Pandektenwissenschaft in der Tradition Friedrich Carl von Savignys. Als bedeutende Vertreter des Zivilrechts sind besonders Frederico Paolo Sclopis de Salerano, Carlo Fadda und Vittorio Scialoja, der Savignys System ins Italienische übersetzte (Sistema di diritto Romano attuale, 1886–1898). Die Grundlagen der modernen Prozessrechtswissenschaft in Italien legten Giuseppe Pisanelli, Stanislao Pasquale Mancini und Antonio Scialoja (Commentario al Codice di Procedura Civile degli Stati Sardi). Ludovico Barassi gilt gemeinhin als Vater des italienischen Arbeitsrechts. Im Bereich des Strafrechts sind Arturo Rocco und Vincenzo Manzini, im Bereich des öffentlichen Rechts Gian Domenico Romagnosi, Santi Romano, Vitorio Emanuele Orlando und Costantino Mortati zu nennen. In methodischer Hinsicht liegen in der Zeit des Königreichs die Ursprünge der modernen Rechtsvergleichung (besonders bei Emerico Amari) und der anthropologischen Strafrechtswissenschaft (bei Cesare Lombroso).
Mit der Einigung Italiens im Jahr 1860 beginnt auch die Geschichte des italienischen Steuerrechts. Zu diesem Zeitpunkt dominierten Grundsteuern und Verbrauchsteuern. Dabei wurden zuerst Regelungen aus der präunitären Zeit übernommen, danach sukzessive am Aufbau einer eigenen Steuerrechtsordnung gearbeitet. Vorbild war dabei primär die französische Steuerrechtsordnung. Der Einfluss aus Frankreich sollte für eine lange Zeit für die italienische Steuerrechtsordnung prägend bleiben. Kennzeichnend für das italienische Steuerrecht waren von Anfang an also eine sehr starke Neigung zur Pauschalierung und ein breit gefächerter Rückgriff auf Vermutungen. Diese Merkmale sind bis heute prägend für das italienische Steuerrecht.

## Faschismus
Führende italienische Rechtswissenschaftler begrüßten den antiliberalen und antikapitalistischen italienischen Faschismus. Der neue Korporatismus fand seinen Niederschlag in der Charta der Arbeit von 1927. 1942 trat nach Vorarbeiten Vittorio Scialojas ein neuer Version des Codice civile in Kraft, der nach dem Vorbild des schweizerischen Zivilgesetzbuchs auch das Handels- und Gesellschaftsrecht und daneben auch das Arbeitsrecht umfasste. Ideologisch gelang durch Vermittlung Emilio Bettis ein Kompromiss zwischen faschistisch-korporatistischer Reform und rein technischer Überarbeitung. Ebenfalls 1942 trat die neue Zivilprozessordnung in Kraft, die auf Arbeiten Giuseppe Chiovendas, Piero Calamandreis, Enrico Redentis und Antonio Segnis beruhte.

## Jüngere Geschichte
1948 ersetzte eine neue Verfassung die (formal nie aufgehobene) Verfassung des Königreichs Italien. Nach dieser Verfassung ist Italien eine „Repubblica democratica fondata sul lavoro“. Das Privatrecht blieb von dieser Verfassung nicht unberührt: 1975 reformierte man das Familien- und Erbrecht des Codice civile entsprechend den Vorgaben der neuen Verfassung und beseitigte Ungleichbehandlungen von Ehegatten und unehelichen Kindern. Die Möglichkeit der Scheidung bestand bereits seit 1970. Die Bedeutung der Kodifikationen ist insgesamt gesunken. Zahlreiche Einzelgesetze wurden ihnen zur Seite gestellt. Natalino Irti nannte die Decodificazione. Die Gründe hierfür liegen im wachsenden Einfluss philosophischer und soziologischer Strömungen auf das Recht im Gefolge Norberto Bobbio.
Auch für das Steuerrecht bot das Inkrafttreten der Verfassung einen Anstoß zu weitreichenden Reformen, die aber sehr langsam vonstattenging. Bis weit in die zweite Hälfte des 20. Jahrhunderts hinein war das italienische Steuerrecht geprägt von den steuerrechtlichen Konzepten des 19. Jahrhunderts. Mit dem Gesetz 825/1971 wurde aber eine neue Epoche eingeleitet. Es handelte sich dabei um ein Ermächtigungsgesetz (sog. legge delega), die der Regierung die Aufgabe überantwortete, die italienische Steuerrechtsordnung über weite Strecken neu zu konzipieren. Dies geschah im Wesentlichen in den Jahren 1972 und 1973. So wurde im Jahr 1972 das D.P.R. 633/1972 (betreffend die MwSt.) und das D.P.R. 636/1972 (betreffend das Steuerstreitverfahren) verabschiedet. Im Jahr 1973 folgte die Neuregelung der Einkommensteuer (mit den D.P.R. 597, 598 und 599), die Regelung des Feststellungsvefahrens (accertamento, mit dem D.P.R. 600/1973), Bestimmungen über Steuererleichterungen (D.P.R. 601), über die Steuereinhebung (D.P.R. 602) sowie über die Steuerkartei (anagrafe tributaria, D.P.R. 605).
Der Kernbereich dieser Bestimmungen ist nach wie vor in Kraft, wenngleich vielfach in erheblich modifizierter Form. Im Jahr 1986 wurde ein Einheitstext für die direkten Steuern erlassen (D.P.R. 917/1986). Im Jahr 1992 wurde der Steuerprozess völlig neu geregelt (mit D.P.R. 545/1992 sowie mit D.P.R. 546/1992, beide am 1. April 1994 in Kraft getreten). Wichtige Neuerungen wurden in den 1990er Jahren von Finanzminister Vincenzo Visco in die Wege geleitet, so insbesondere die Einführung der IRAP sowie die Reform der Verwaltungsstrafen (sanzioni amministrative, mit D.P.R. 471, 472 und 4731997). Im Jahr 2000 folgte noch eine grundlegende Reform des Steuerstrafrechts (d.lgs. 74/2000). Wichtige Impulse wurden auch von seinem politischen Konkurrenten Giulio Tremonti gesetzt, der das Ermächtigungsgesetz Nr. 80 v. 7. April 2003 ausarbeitete, das grundlegende neue Weichenstellungen setzen sollte, das jedoch nur partielle Umsetzung erfuhr. Ein weiteres Ermächtigungsgesetz wurde im Jahr 2014 verabschiedet (11/2014), dessen Tragweite aber nicht an jenes aus dem Jahr 1971 heranreichte.
Die italienische Steuerrechtsordnung ist gegenwärtig in einem umfassenden Umbau begriffen, wobei insbesondere versucht wird, ein kooperatives Verhältnis mit dem Steuerpflichtigen aufzubauen und diesen damit verstärkt zu einer Einhaltung der steuerrechtlichen Pflichten anzuhalten (sog. „cooperative compliance“). Außerdem müssen immer stärker internationale Vorgaben Berücksichtigung finden.